# 4.ª División de Marines

La 4.ª División de Marines (en inglés: 4th Marine Division) es una división del Cuerpo de Marines de Estados Unidos. Es el elemento de combate terrestre del Marine Force Reserve con sede en Nueva Orleáns, Luisiana, con unidades en todo Estados Unidos.

## Misión
Proporcionar formación de combate y de apoyo para aumentar y reforzar el componente activo en tiempo de guerra, emergencia nacional, y en otras ocasiones como requiera la seguridad nacional, tienen la capacidad de reconstituir la División, si fuera necesario. 

## Unidades subordinadas
- Batallón del Cuartel General[1]

- 14.º Regimiento de Marines
- 23.er Regimiento de Marines
- 24.º Regimiento de Marines
- 25.º Regimiento de Marines
- 4.º Batallón Asalto Anfibio
- 4.º Batallón de Ingenieros
- 4.º Batallón de Reconocimiento Blindado Ligero

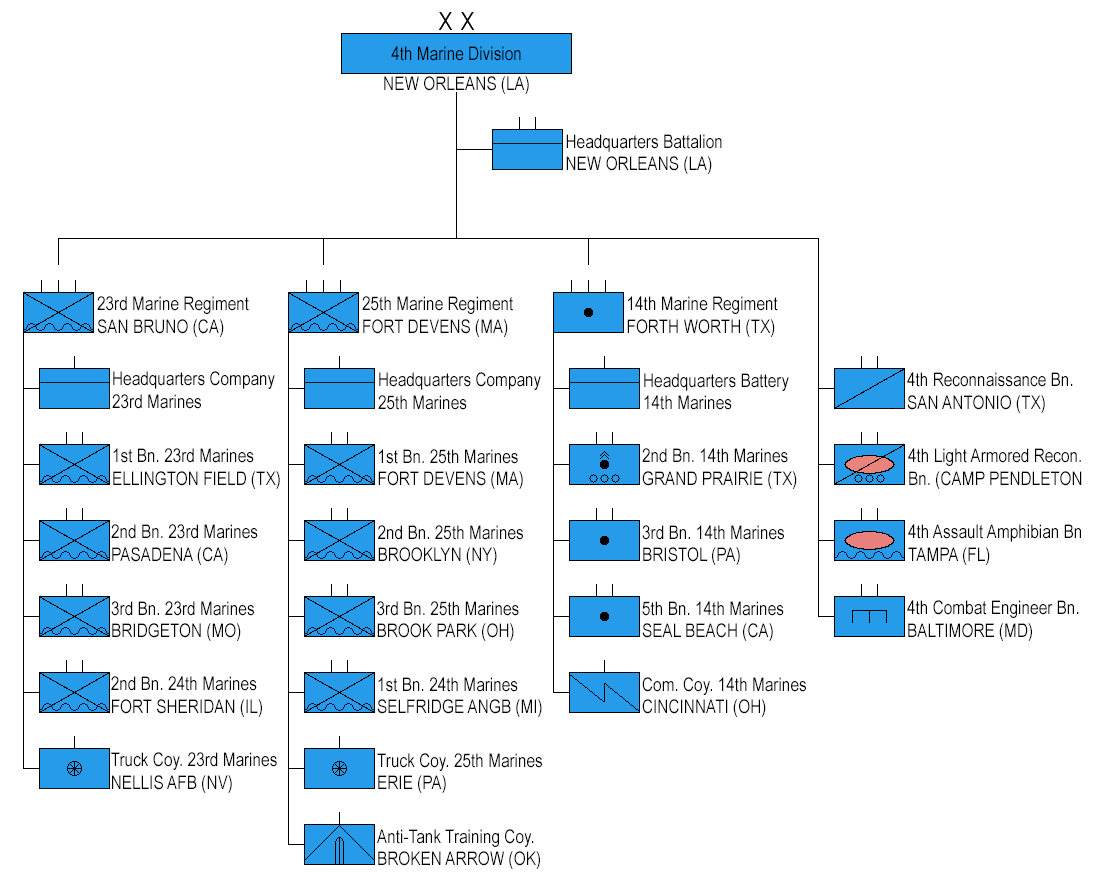
Estructura de la 4.ª División de Marines

- 4.º Batallón de Reconocimiento
- 4.º Batallón de Tanques
- Batallón Antiterrorista

.

## Historia

### Segunda Guerra Mundial

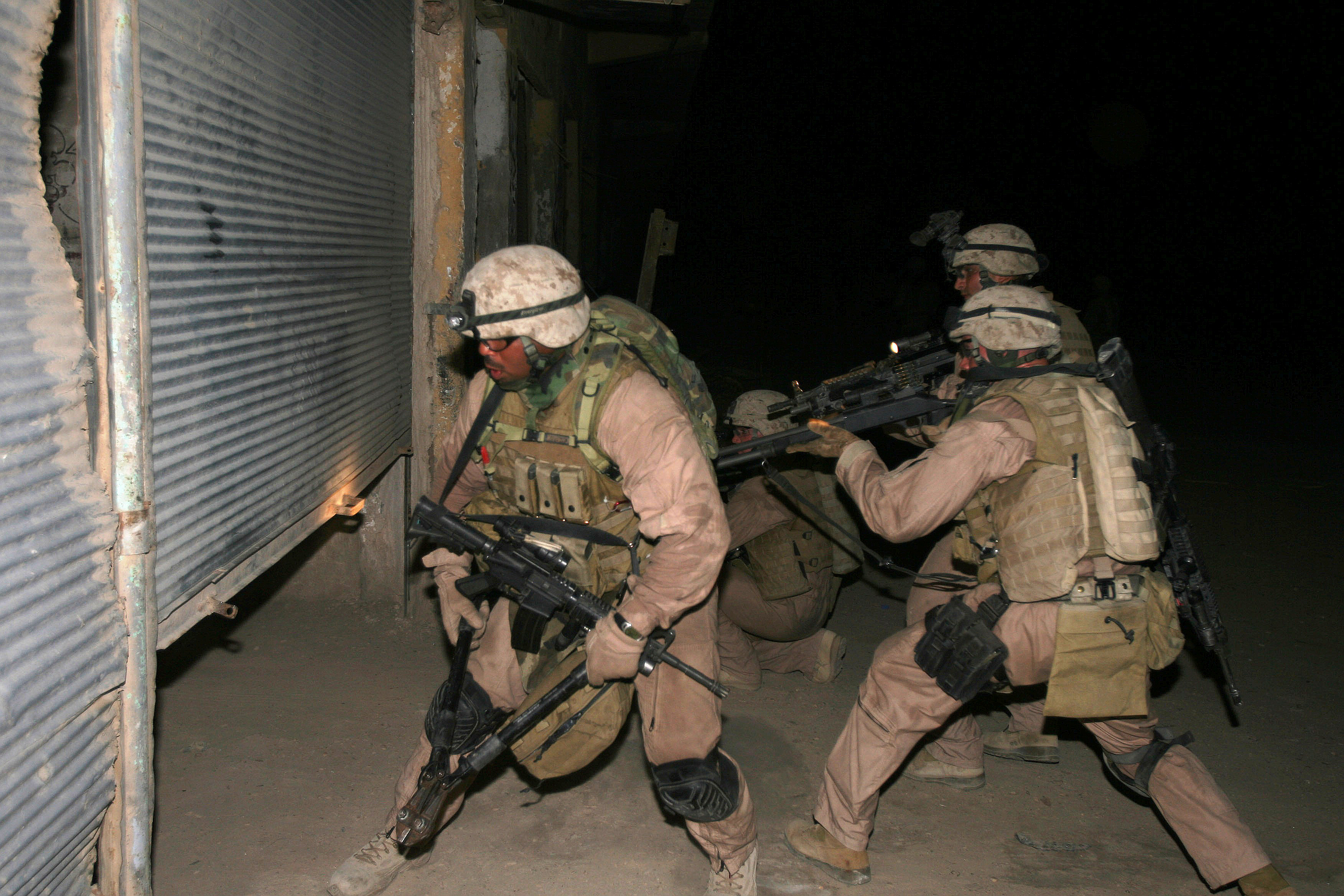
"Marines" del 25.º Regimiento en Faluya, en 2006

Esta división fue formada por la organización y redesignación de varias otras unidades. El 23.er Regimiento de Marines comenzó como infantería separado de la 3.ª División de Marines en febrero de 1943, el mismo mes en que un batallón de artillería del 12.º Regimiento de Marines se convirtió en la génesis del 14.º Regimiento de Marines y elementos del 19.º Regimiento de Marines formaron el núcleo del 20.º Regimiento de Marines. En marzo, el 24.º Regimiento de Marines se organizó, y en mayo, se dividió en dos para reforzar a los hombres de 25.º Regimiento de Marines. Las unidades fueron separados en un principio, el 24.º Regimiento y una variedad de unidades de refuerzo fueron enviados a Camp Pendleton en California. El resto de las unidades se fueron a Camp Lejeune, Carolina del Norte. Las unidades de Camp Lejeune se trasladaron a Pendleton en tren y cruzaron el Canal de Panamá entre julio y agosto. Cuando todas las unidades se juntaron, se activó oficialmente la 4.ª División de Marines el 14 de agosto de 1943, con el mayor general Harry Schmidt en el mando. 
Después de un entrenamiento intensivo embarcaron el 13 de enero de 1944, y en los 13 meses siguientes participaron en cuatro grandes asaltos anfibios en las batallas de Kwajalein, Saipán, Tinian y Iwo Jima,sufriendo más de 17 000 bajas. Recibió dos Presidential Unit Citations y una Navy Unit Commendation. La 4.ª División fue desactiva el 28 de noviembre de 1945. 
El parche de la división está relacionado con Saipán, tiene un "4" dorado sobre un fondo escarlata, los colores oficiales del Cuerpo de Marines de EE. UU.. El emblema fue diseñado por el sargento John Fabion, un miembro de la Oficina de Asuntos Públicos de la División, después de la campaña de las Marshall. Su oficial en jefe se sorprendió al descubrir que cuando la División atacó Roi-Namur una isla en el Atolón Kwajalein de las Islas Marshall (enero de 1944), el trazado de las pistas de aterrizaje en la pista hacía una réplica exacta de un 4. 
En febrero de 1966, fue reactivada como la división principal en Marine Forces Reserve y algunas de sus unidades sirvieron con distinción en la Guerra del Golfo

## Condecoraciones
- Presidential Unit Citation

 con dos estrellas de bronce 
- Navy Unit Commendation

 con una estrella de bronce 
- Asiatic-Pacific Campaign Medal

 con cuatro estrellas de bronce 
- Medalla de Victoria Segunda Guerra Mundial

- Southwest Asia Service Medall

- Medalla de Servicio en la Defensa Nacional

 con dos estrellas de bronce 
- Global War on Terrorism Service Medal